# Henri Martin (historiador)

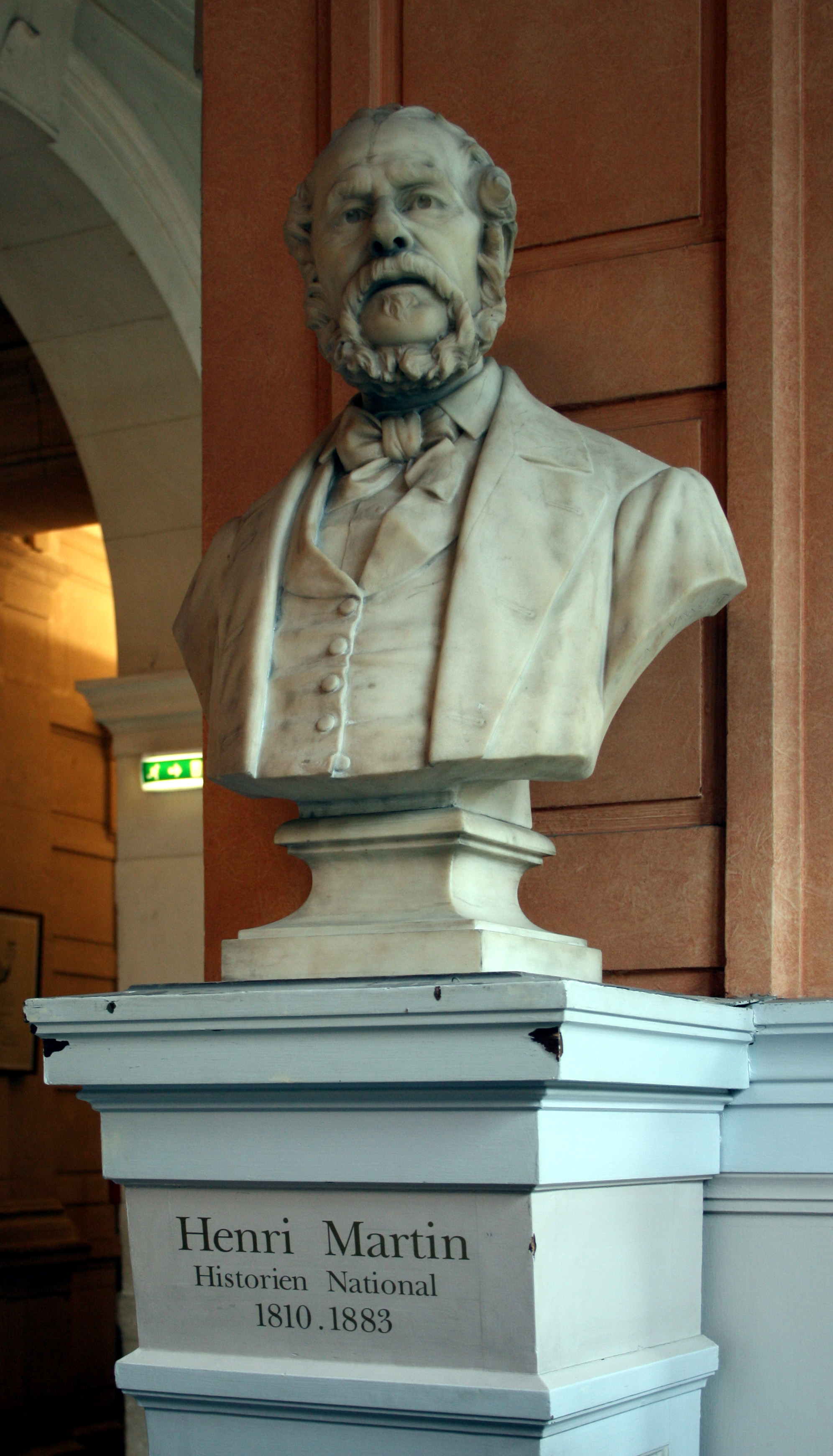
Busto.

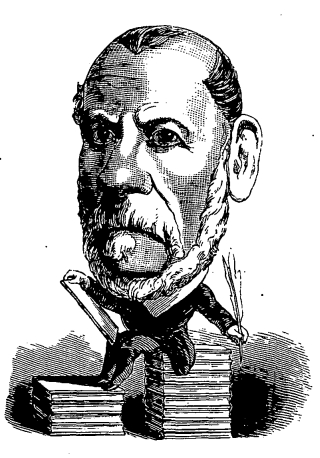
Caricatura em
Le Trombinoscope
por Touchatout em 1873

Henri Martin (Saint-Quentin, 20 de fevereiro de 1810 — Passy, 14 de dezembro de 1883) foi um historiador, ensaísta, escritor e político francês.
Recebeu o Prêmio Gobert em 1859.

## Biografia

### O historiador
Henri Martin começou por escrever alguns romances, mas depois dedicou-se ao estudo da história da França e escreveu (até 1789) uma importante Histoire de France em 19 volumes, que lhe valeu (em 1869) do Instituto de França um prémio de 20000 francos.
Tendo estudado para ser notário, exerceu esta profissão durante algum tempo, mas o sucesso do seu romance histórico Wolfthurm (1830) levou a que se dedicasse à pesquisa histórica.
Associando-se a Paul Lacroix, imaginou uma história de França composta por extratos dos principais cronistas e historiadores com o objetivo de preencher o vazio em alguns períodos em falta. O primeiro volume, lançado em 1833, encorajou o autor, e o resultado foi o seu Histoire de France em 15 volumes (1833-1836). Esse magnum opus, mais tarde aumentado (4ª ed., 16 vol. mais um índice, 1861-1865), valeu-lhe em 1856 o Primeiro Prémio da Academia, e em 1869 valeu-lhe o grande prémio bienal de 20000 francos. Em 1867 foi publicada uma versão em 7 volumes destinada a um público mais alargado. Com o seu seguimento, l'Histoire de France depuis 1789 jusqu'à nos jours (8 vol., 1878-1883), completava a história da França e substituía l'Histoire des Français de Sismondi.
Mas o seu trabalho teve alguns defeitos: as descrições das Gálias baseavam-se demasiado em lendas do que na história, sofrendo  demasiada influência de Jean Reynaud e a sua filosofia cosmogónica. O seu conhecimento sobre a Idade Média tinha algumas lacunas, e os críticos não foram pertinentes. Livre pensador republicano, tem a ideia de substituir importantes fases da história da França (principalmente dinastias) por heróis acompanhados de seus mitos: Vercingetórix, Jeanne d'Arc, etc. Os seis últimos volumes, consagrados aos séculos XVII e XVIII são superiores aos precedentes.
Entre as suas obras menos importantes, temos: De la France, de son génie et de ses destinées (1847), Daniel Manin (1860), La Russie et l'Europe (1866), Études d'archéologie celtique (1872), Les Napoléon et les frontières de la France (1874).

### O político
Em 1848 Lazare Hippolyte Carnot, ministro temporário da Instrução público, encarregou Henri Martin no ensino de história moderna na Sorbonne. Tendo em conta os acontecimentos da época, manteve essa função durante apenas seis meses.
Redator chefe do jornal Siècle, Martin foi também maire em Paris em 1870, e também de 1880 a 1883. Em 1871 esteve na Câmara dos deputados como deputado de Paris. foi eleito membro da Academia de ciências morais e políticas em 1871, e da Académie française a 13 de junho de 1878. Em 1876 foi senador de Aisne. Apoiou o projeto lei votado na Câmara para eleger o 14 de julho como festa nacional e pronunciou um discurso frente ao Senado.
Contribuiu na fundação da Liga dos patriotas, tendo sido o seu primeiro presidente.

## Obras
- Wolfthurm (1830)
- La Vieille Fronde (1832)
- Minuit et midi (1832) (novamente publicado em 1855 sob o título Tancrède de Rohan, L. Hachette e Cie, in-12, 207 páginas)
- Le Libelliste (1833)
- Histoire de France (com Paul Lacroix) (1833-1836)
- Histoire de la ville de Soissons (1837)
- De la France, de son génie et de ses destinées (1847)
- La monarchie au XVIIe siècle (1848)
- Daniel Manin (1859)
- L'Unité italienne et la France (1861)
- Jean Reynaud. Pologne et Moscovie (1863)
- Le 24 février (1864)
- Vercingetórix (1865)
- La Séparation de l'Église et de l'État (1865)
- La Russie et l'Europe (1866)
- Dieu dans l'histoire (1867)
- Histoire de France populaire (1867-1875)
- Études d'archéologie celtique (1871)
- Les Napoléon et les frontières de France (1874)
- Histoire de France depuis 1789 jusqu'à nos jours (1878-1885)